# De Stijl
(Giulio Carlo Argan)
De Stijl /də stɛɪ̯l/ (che in olandese significa Lo stile), o Neoplasticismo (in olandese: Nieuwe Beeldende /ˈniːwə ˈbeːɫdəndə/), è un movimento artistico fondato nei Paesi Bassi nel 1917 con la pubblicazione del primo numero della rivista De Stijl fondata da Theo van Doesburg e Piet Mondrian.

## Storia del movimento

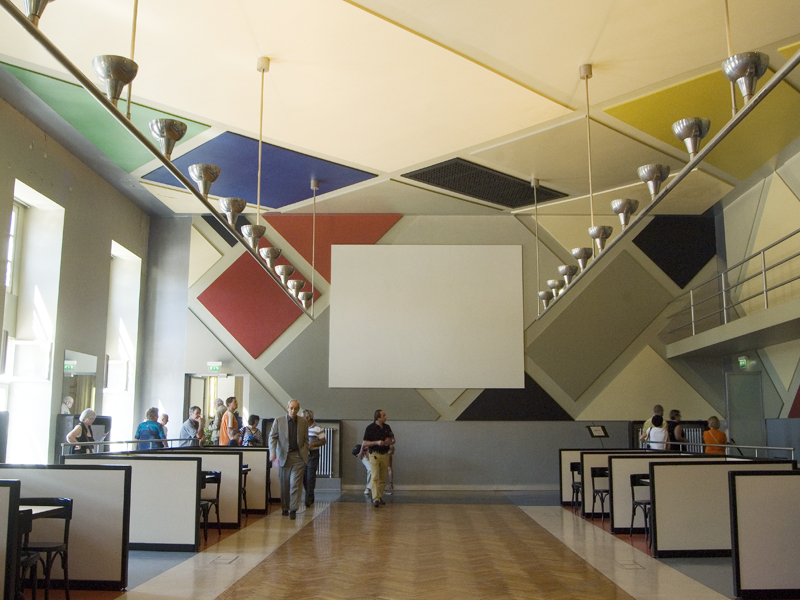
Ciné-dancing a Strasburgo, presso l'Aubette. Realizzato tra il 1927 e il 1928, venne distrutto nel 1938 e ripristinato tra il 1989 e 1994.

Il termine neoplasticismo è stato utilizzato da Piet Mondrian e Theo van Doesburg nella pubblicazione del Manifesto De Stijl per descrivere la loro forma d'arte: astratta, essenziale e geometrica.
Gli altri artisti che costituirono la formazione originale, nel 1917, sotto la guida di van Doesburg, furono i pittori Bart van der Leck, Georges Vantongerloo e Vilmos Huszar e gli architetti Jacobus Johannes Pieter Oud, Robert van't Hoff, Jan Wils e il poeta Antony Kok.
Tutti ad eccezione di van der Leck e Oud, figurano tra i firmatari del manifesto in 8 punti del movimento, pubblicato nel 1918 sulla rivista De Stijl.
Il primo progetto architettonico legato al movimento fu creato da Robert van't Hoff, che nel 1916, alla periferia di Utrecht, realizzò una villa in stile Wright molto convincente; ma le prime fasi del De Stijl furono caratterizzate da un'attività architettonica relativamente scarsa e Oud, che divenne architetto capo di Rotterdam, non fu mai profondamente legato al movimento. L'unico suo edificio che si avvicina al neoplasticismo fu la fabbrica a Purmerend progettata nel 1919, in cui l'assemblaggio delle masse risulta quasi rigido come lo stile vorrebbe.
Prima del 1920 il neoplasticismo non si era ancora espresso in forme connotate fin quando fece la sua prima comparsa nell'opera di Rietveld. Oltre alla celeberrima sedia e altri mobili in stile neoplastico, egli progettò lo studio del dottor Hartog, realizzato a Maarssen nel 1920, che fu il primo esempio applicato in totale aderenza all'architettura neoplastica. In quest'opera ogni elemento dell'arredo sembrava ridotto ai propri elementi costruttivi, e l'effetto voluto era quello di alludere a parallelismo e ortogonalità dei componenti.
Nel 1922 la composizione del gruppo era radicalmente cambiata, infatti van der Leck, Vantongerloo, van't Hoff, Oud, Wils e Kok a quell'epoca erano tutti dissociati dal De Stijl. Dei nuovi membri di quell'anno soltanto uno era olandese, l'architetto van Eesteren, mentre gli altri erano russi e tedeschi: l'architetto pittore e grafico El Lissitzky e il regista cinematografico Hans Richter.
L'opera di van Doesburg dopo il 1922 ne uscì trasformata, sotto l'influenza delle composizioni Proun di Lissitzky. Sia lui che van Eesteren iniziarono a progettare una serie di produzioni architettoniche ipotetiche, ognuna delle quali caratterizzata da un gruppo asimmetrico di elementi bidimensionali articolati, sospesi nello spazio attorno ad un centro espresso volumetricamente. Nel 1923 van Doesburg e van Eesteren riuscirono a fissare lo stile architettonico del Neoplasticismo in una mostra nei pressi di Parigi.
La terza ed ultima fase dell'attività di De Stijl durò dal 1925 al 1931, e fu annunciata una drammatica frattura tra Mondrian e van Doesburg, poiché quest'ultimo aveva introdotto la diagonale, non solo nei suoi quadri, ma anche nelle sue architetture. Allo stesso tempo anche Rietveld si allontanò da quell'elementarismo caratteristico di casa Schröder, muovendosi verso una progettazione dei sedili e degli schienali molto meno geometrica, incentrata adesso su superfici curve. Anche il progetto del Garage a due piani, costruito a Utrecht nel 1927, usciva dagli schemi del movimento. Al posto dei colori primari, la struttura in acciaio a vista ed i pannelli in cemento erano dipinti di nero.
Il Ciné-dancing nell'Aubette a Strasburgo, progettato nel 1928 da Doesburg costituisce l'esempio calzante di una decorazione degli interni che si distanzia molto dall'idea di Mondrian, infatti tutti gli spazi interni sono decorati sì da bassorilievi astratti a forma rettangolare, ma posti in diagonale. Portato a termine nel 1929, L'Aubette costituisce l'ultima opera architettonica neoplastica di qualche importanza. Dopo di allora gli artisti che erano ancora membri del De Stijl subirono sempre più l'influenza del modernismo estero, aderendo successivamente ai valori culturali del socialismo internazionale.

## Il neoplasticismo e l'arte
Nella teoria neoplastica oltre alle tecniche tradizionali viene accantonata anche la distinzione fra le arti. 
(Giulio Carlo Argan)

## L'architettura

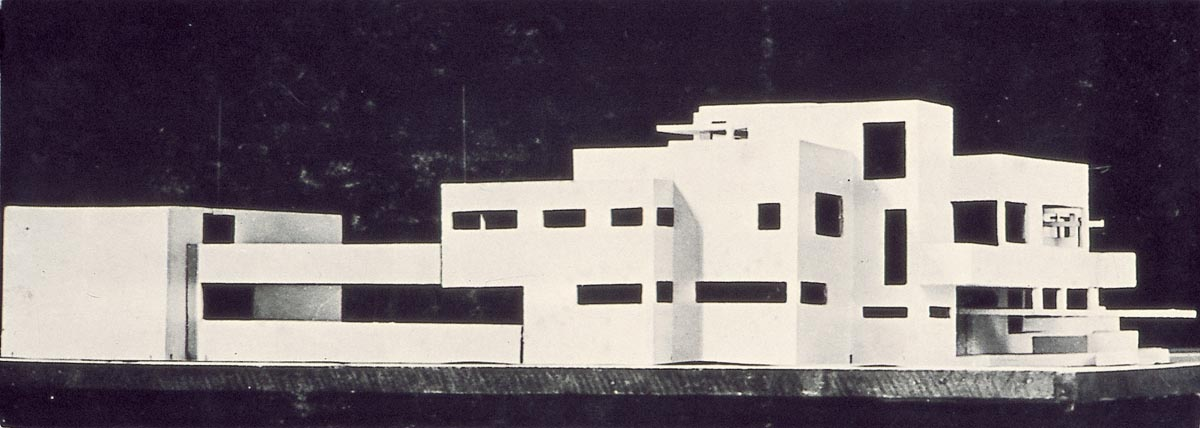
Plastico di un Hotel di Rietveld e van Doesburg, 1923

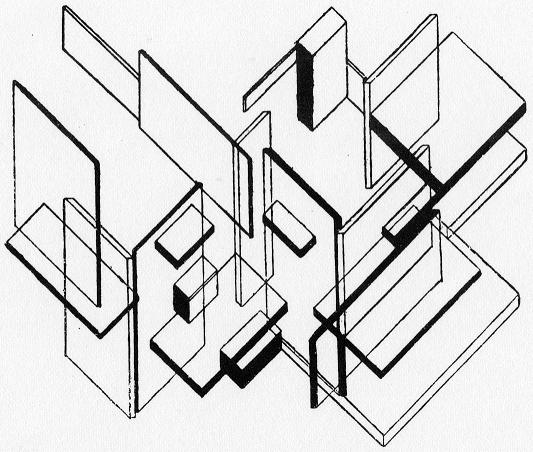
Theo van Doesburg. Analisi architettoniche. 1923.

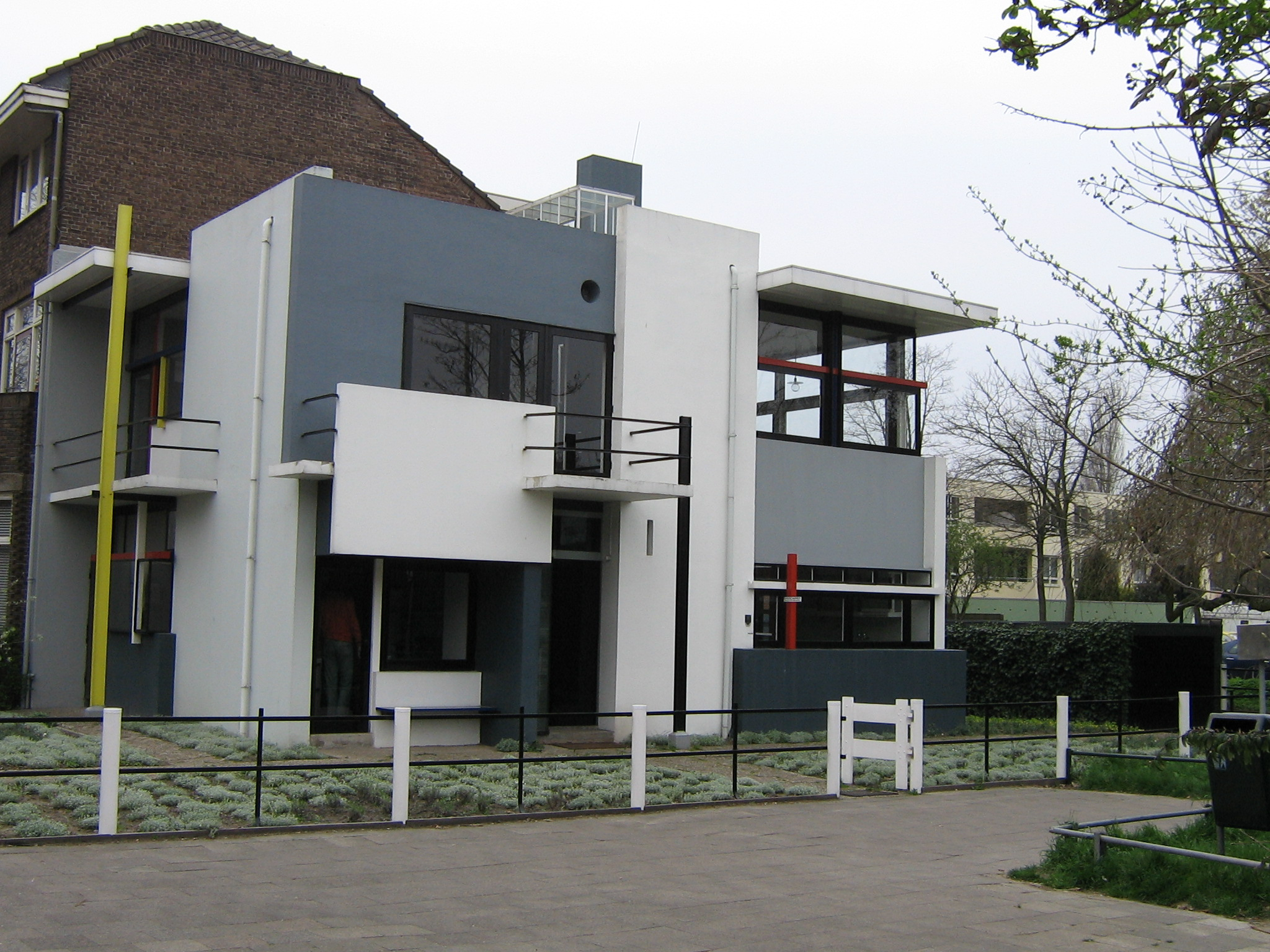
Casa Schröder a Utrecht di Gerrit Rietveld, 1924

Lo stile architettonico è caratterizzato da piani o setti murari, spesso colorati, che fuoriescono dai volumi con una legge di crescita ortogonale e quasi mai obliqua o curvilinea. Vi è, inoltre, la compenetrazione tra spazi interni ed esterni, cioè l'architettura prosegue oltre lo spazio interno dell'edificio, in opposizione nei confronti della natura, ed è assente ogni sorta di contenuto realistico e decorativo. L'aspirazione ad un'arte basata su leggi rigorose si traduce nell'uso esclusivo dei colori primari, dei non colori e di elementi multipli e sottomultipli del rettangolo. 
Il neoplasticismo condividerà con il Bauhaus gli assunti di razionalità e chiarezza, l'istanza riformatrice, etica e sociale insieme, influenzando lo sviluppo di svariate avanguardie. Le idee dei nuovi movimenti, il Razionalismo e il Moderno, finirono ben presto per scontrarsi con il nazismo in Germania, che costrinse il Bauhaus alla chiusura insieme a tutte le avanguardie che ne facevano parte, neoplasticismo incluso. Infatti Hitler rifiutò il Movimento Moderno come stile, guardando con sospetto politico gli architetti del Bauhaus, poiché in tanti avevano avuto precedenti collegamenti con i movimenti socialisti e comunisti. Il più autorevole interprete ne è sicuramente Gerrit Rietveld che realizzerà, tra l'altro, Casa Schröder a Utrecht del 1924 rispettando i 16 punti teorizzati da Theo Van Doesburg.
Tuttavia la sintesi dei concetti architettonici del neoplasticismo sarebbero espressi in maniera completa nel disegno del 1923, del regista berlinese Hans Richter, intitolato Filmmoment. Questo disegno infatti è stato utilizzato da Bruno Zevi per rappresentare la sintassi della scomposizione quadridimensionale che, secondo il noto studioso, rappresenta una delle 7 invarianti del linguaggio moderno dell'architettura.
L'influenza del neoplasticismo, specialmente intorno agli anni '20, fu rilevante a livello europeo, influenzando molti dei protagonisti del movimento moderno tra cui Mies van de Rohe, Gropius (per un breve periodo), gli studenti e gli insegnanti del Bauhaus, Alberto Sartoris.

## La pittura
(Theo van Doesburg)

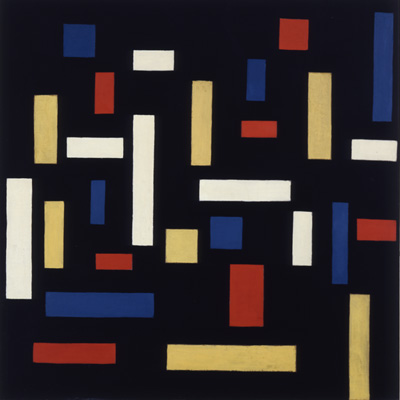
La composizione VII Le tre Grazie di Theo van Doesburg del 1917

Nel 1916 Theo van Doesburg pubblica sulla rivista De Beweging (Il Movimento) una serie di articoli, che saranno in seguito raccolti in volume, con il titolo De Nieuwe in de Schilder-kunst (in italiano: Il nuovo nell'arte della pittura), dove cerca di dimostrare l'evoluzione della pittura dalle forme della natura degli artisti del passato alle forme d'emozione di quelli del presente.
Dall'ottobre del 1917 allo stesso mese del 1918 Piet Mondrian pubblica sulla rivista De Stijl 11 articoli sul De Nieuwe Beelding in de schilderkunst (Il nuovo movimento nell'arte della pittura) in cui espone la sua teoria sulla pittura. 
Quella del neoplasticismo è una pittura, nell'ambito dell'astrattismo geometrico, che in un certo senso assomiglia a un'operazione matematica. Tutto si basa sugli elementari della linea, del piano e dei colori primari.

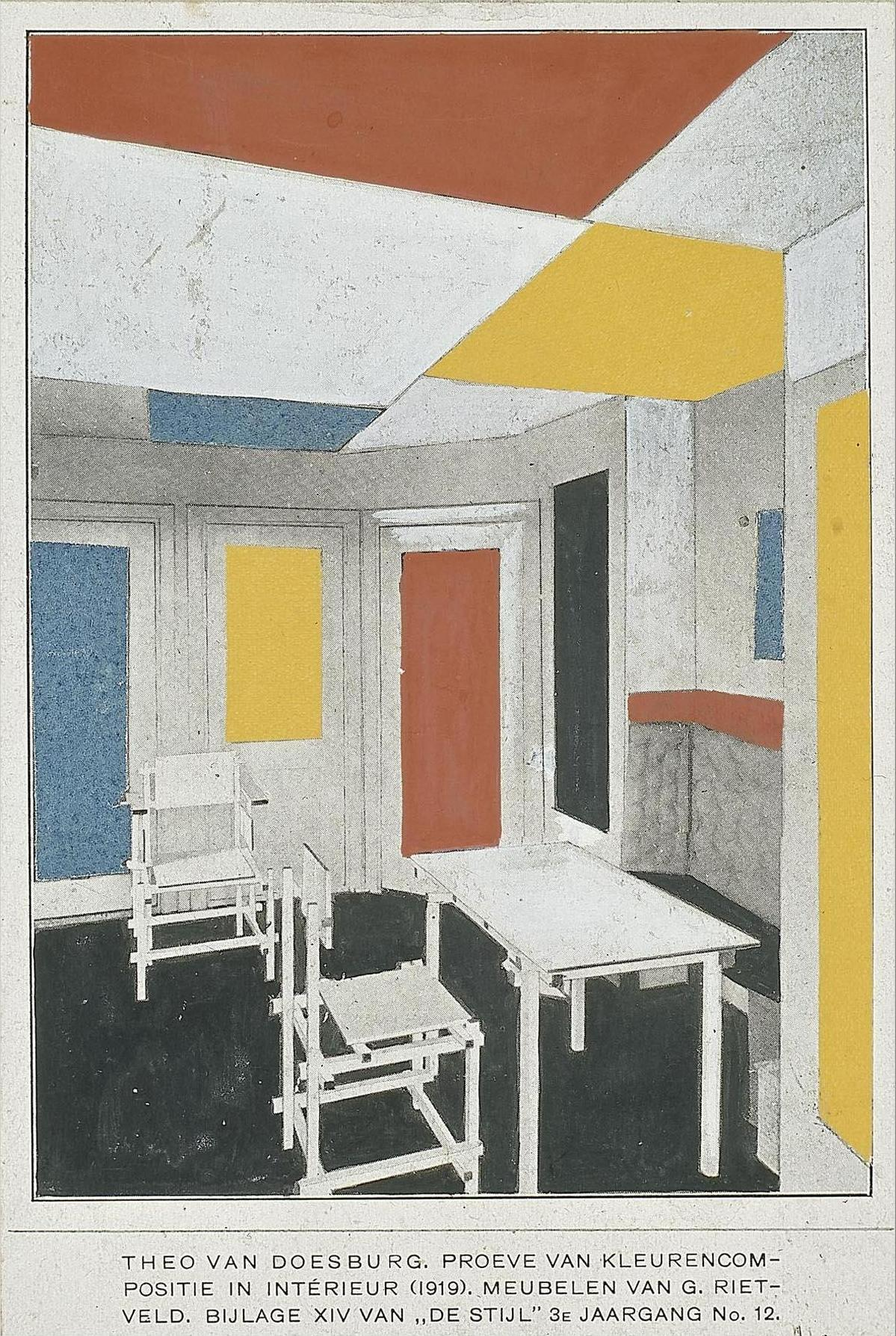
Studi per un interno di van Doesburg e Rietveld del 1925

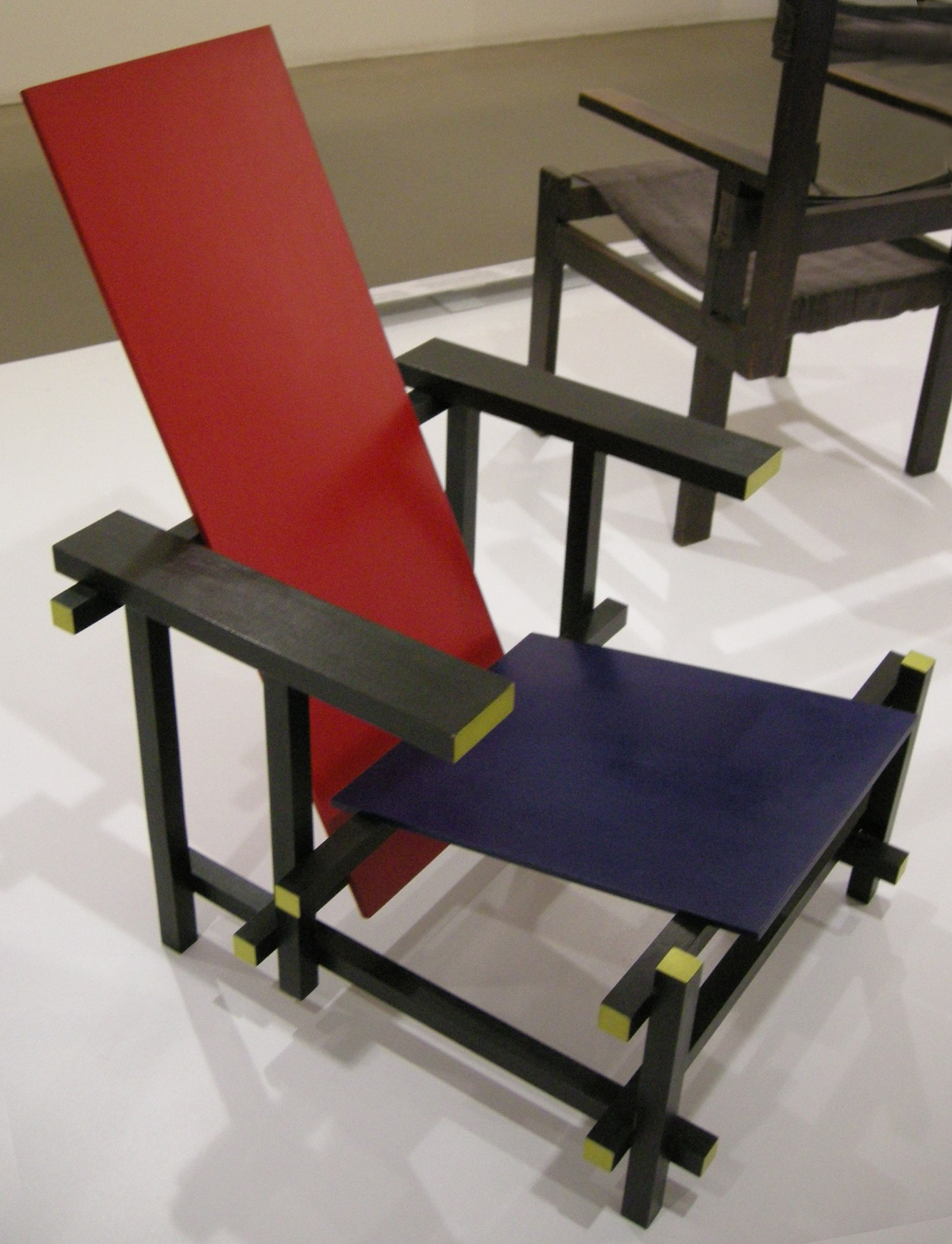
La Sedia rossa e blu di Gerrit Rietveld del 1917

## Il design
Nel campo del disegno industriale un ruolo determinante fu quello giocato da Gerrit Rietveld, il quale essendo stato un falegname lavorò intensamente nella produzione di arredi e mobili. Le sue creazioni sono ormai divenute delle icone. Tra questi la Sedia rossa e blu (1918), dove il colore assume un significato determinante, il Tavolo divano del (1923) progettato per casa Schröder a Utrecht, la Sedia zig zag (1932).

## I protagonisti del neoplasticismo

### Gli architetti
- Theo van Doesburg (1883-1931)
- Gerrit Thomas Rietveld (1888-1964)
- Jacobus Johannes Pieter Oud (1890-1963)
- Cornelis van Eesteren (1897-1988)

### Gli artisti
- Piet Mondrian (1872-1944)
- Hans Richter (1888-1976)
- Ilya Bolotowsky (1907-1981)
- Marlow Moss (1890-1958)
- Amédée Ozenfant (1886-1966)
- Max Bill (1908-1994)
- Jean Gorin (1899-1981)
- Burgoyne Diller (1906-1965)
- Georges Vantongerloo (1886-1965)
- Walter Dexel (1890-1973)
- Peter Alma (1886-1969)
- Jan Wils
- Robert van't Hoff (1887-1979)
- Vilmos Huszar
- Johannes Duiker
- Bernard Bijovet
- Jean Arp
- El Lissitzky
- Cesar Domela
- Piet Zwart
- Antony Kok
- Sophie Taeuber-Arp
- Vilmos Huszar
- Eileen Gray

### Riviste
- De Stijl
- De Beweging
- Geometricae